# Dinoponera
Dinoponera là một chi kiến Nam Mỹ thuộc phân họ Ponerinae. Những loài kiến này ít nổi danh hơn Paraponera clavata, nhưng vẫn đáng chú ý bởi kích thước lớn: Dinoponera gigantea cái có khi dài trên 3–4 cm (1,2–1,6 in).

## Loài
- Dinoponera australis Emery, 1901
- Dinoponera hispida Lenhart, Dash & Mackay, 2013
- Dinoponera gigantea Perty, 1833
- Dinoponera longipes Emery, 1901
- Dinoponera lucida Emery, 1901
- Dinoponera mutica Emery, 1901
- Dinoponera quadriceps Kempf, 1971
- Dinoponera snellingi Lenhart, Dash & Mackay, 2013

## Phân bố
Các loài Dinoponera chỉ sống ở Nam Mỹ, cư ngụ trong rừng mưa miền núi sườn đông Andes của Peru, Ecuador và Colombia, và xavan cùng rừng mưa đất thấp tại Brasil, Guyana, về phía nam đến cả Bolivia, Paraguay và Argentina. Dinoponera australis, sống ở Bolivia, Brasil, Paraguay và Argentina, là loài có phân bố rộng nhất.

## Kích cỡ
Dinoponera gồm một trong những loài kiến to nhất thế giới: Dinoponera gigantea, con cái loài này dài tới 3–4 cm (1,2–1,6 in). Kích thước là điểm tách Dinoponera khỏi những chi kiến khác. Những loài kiến khác có kiến thợ đạt kích thước xêm xêm là Paraponera clavata và một ít loài Pachycondyla như P. crassinoda, P. impressa và P. villosa.